# Atletisme als Jocs Olímpics d'estiu de 1908 - marató masculina

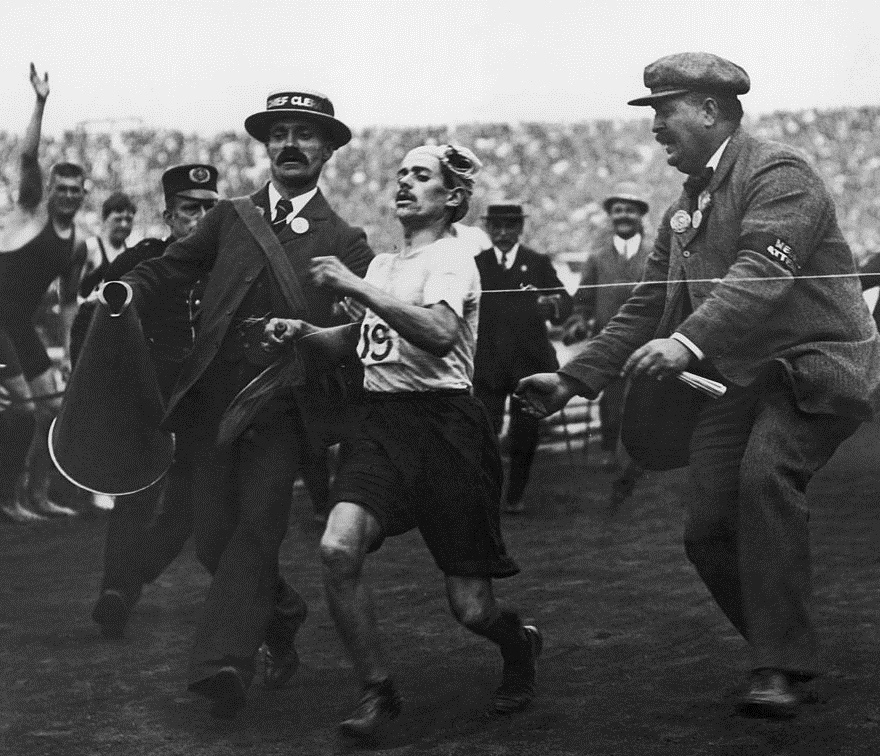
Arribada de Dorando Pietri en la marató de 1908.

La marató masculina va ser una de les proves disputades durant els Jocs Olímpics de Londres de 1908. La cursa es va disputar en 24 de juliol de 1908. Johnny Hayes en fou el vencedor, després que Dorando Pietri fos desqualificat per haver rebut assistència durant la cursa. Per primera vegada en una marató olímpica la distància fou de 26 milles i 385 iardes o, cosa que és equivalent, 42.195 metres, distància que no s'acabaria imposant oficialment fins a 1921. 75 competidors foren inscrits per prendre-hi part, però sols 55, en representació de 16 països, la van començar. Finalitzaren la cursa 27 atletes en representació d'11 països.

## Medallistes
| Or                 | Plata                  | Bronze               |
| Johnny Hayes (USA) | Charles Hefferon (RSA) | Joseph Forshaw (USA) |

## Rècords
Aquests eren els rècords del món i olímpic que hi havia abans de la celebració dels Jocs Olímpics de 1908.
| Rècord del Món |                   | cap              |              |                         |
| Rècord Olímpic | 2h 58' 50" (*)    | Spirídon Luïs    | Atenes (GRE) | 10 d'abril de 1896 (CG) |
| Rècord Olímpic | 2h 51' 23.6" (**) | William Sherring | Atenes (GRE) | 1 de maig de 1906 (CG)  |

(*) La distància era de 40 kilòmetres
(**) La distància era de 41,86 kilòmetres
Johnny Hayes establí un nou rècord olímpic amb un temps de 2h 55' 18.4".

### Resultats
27 atletes van finalitzar la carrera correctament, després de la desqualificació de Dorando Pietri, que havia estat el primer a arribar, amb un temps de 2:54:46.4 hores, mig minut menys que el vencedor final.
| Posició | Atleta                       | Temps     |
| ------- | ---------------------------- | --------- |
| 1       | Johnny Hayes (USA)           | 2:55:18.4 |
| 2       | Charles Hefferon (RSA)       | 2:56:06.0 |
| 3       | Joseph Forshaw (USA)         | 2:57:10.4 |
| 4       | Alton Welton (USA)           | 2:59:44.4 |
| 5       | William Wood (CAN)           | 3:01:44.0 |
| 6       | Frederick Simpson (CAN)      | 3:04:28.2 |
| 7       | Harry Lawson (CAN)           | 3:06:47.2 |
| 8       | John Svanberg (SWE)          | 3:07:50.8 |
| 9       | Lewis Tewanima (USA)         | 3:09:15.0 |
| 10      | Kaale Nieminen (FIN)         | 3:09:50.8 |
| 11      | Jack Caffery (CAN)           | 3:12:46.0 |
| 12      | William Clarke (GBR)         | 3:16:08.6 |
| 13      | Ernest Barnes (GBR)          | 3:17:30.8 |
| 14      | Sidney Hatch (USA)           | 3:17:52.4 |
| 15      | Frederick Lord (GBR)         | 3:19:08.8 |
| 16      | William Goldsboro (CAN)      | 3:20:07.0 |
| 17      | James Beale (GBR)            | 3:20:14.0 |
| 18      | Arnošt Nejedlý (BOH)         | 3:26:26.2 |
| 19      | Georg Lind (RUS)             | 3:26:38.8 |
| 20      | Willem Wakker (NED)          | 3:28:49.0 |
| 21      | Gustaf Törnros (SWE)         | 3:30:20.8 |
| 22      | George Goulding (CAN)        | 3:33:26.4 |
| 23      | Julius Jørgensen (DEN)       | 3:47:44.0 |
| 24      | Arthur Burn (CAN)            | 3:50:17.0 |
| 25      | Emmerich Rath (AUT)          | 3:50:30.4 |
| 26      | Rudy Hansen (DEN)            | 3:53:15.0 |
| 27      | George Lister (CAN)          | 4:22:45.0 |
| —       | Victor Aitken (ANZ)          | DNF       |
| —       | Fred Appleby (GBR)           | DNF       |
| —       | Henry Barrett (GBR)          | DNF       |
| —       | George Blake (ANZ)           | DNF       |
| —       | Umberto Blasi (ITA)          | DNF       |
| —       | Wilhelmus Braams (NED)       | DNF       |
| —       | George Buff (NED)            | DNF       |
| —       | François Celis (BEL)         | DNF       |
| —       | Edward Cotter (CAN)          | DNF       |
| —       | Alexander Duncan (GBR)       | DNF       |
| —       | Thomas Jack (GBR)            | DNF       |
| —       | Georgios Koulouberdas (GRE)  | DNF       |
| —       | Anastasios Koutoulakis (GRE) | DNF       |
| —       | Seth Landqvist (SWE)         | DNF       |
| —       | Johan Lindqvist (SWE)        | DNF       |
| —       | Tom Longboat (CAN)           | DNF       |
| —       | Joseph Lynch (ANZ)           | DNF       |
| —       | James Mitchell-Baker (RSA)   | DNF       |
| —       | Tom Morrissey (USA)          | DNF       |
| —       | Frederick Noseworthy (CAN)   | DNF       |
| —       | Jack Price (GBR)             | DNF       |
| —       | Fritz Reiser (GER)           | DNF       |
| —       | Michael Ryan (USA)           | DNF       |
| —       | John Tait (CAN)              | DNF       |
| —       | Frederick Thompson (GBR)     | DNF       |
| —       | Arie Vosbergen (NED)         | DNF       |
| —       | Albert Wyatt (GBR)           | DNF       |
| —       | Thure Bergvall (SWE)         | DNS       |
| —       | Augusto Cocca (ITA)          | DNS       |
| —       | Felix Kwieton\| (AUT)        | DNS       |
| —       | James J. Lee (USA)           | DNS       |
| —       | Frederick Lorz (USA)         | DNS       |
| —       | Ivar Lundberg (SWE)          | DNS       |
| —       | L. Merenyi (HUN)             | DNS       |
| —       | A. B. Mole (RSA)             | DNS       |
| —       | Hermann Müller (GER)         | DNS       |
| —       | Paul Nettelbeck (GER)        | DNS       |
| —       | James W. O'Mara (USA)        | DNS       |
| —       | Georg Peterson (SWE)         | DNS       |
| —       | C. E. Stevens (RSA)          | DNS       |
| —       | Samuel Stevenson (GBR)       | DNS       |
| —       | W. F. Theunissen (NED)       | DNS       |
| —       | Alexander Thibeau (USA)      | DNS       |
| —       | Vincent (RSA)                | DNS       |
| —       | W. Wood (USA)                | DNS       |
| DISQ    | Dorando Pietri (ITA)         | 2:54:46.4 |